# Alison Russell
Alison Hunter Russell (* 17. Juni 1958 in Harrogate) ist eine britische Juristin und seit 2014 Richterin am High Court of Justice.

## Leben
Alison Russell besuchte die Wellington School in Ayr und studierte an der Polytechnic of the South Bank.
Im Jahr 1983 wurde sie Mitglied der englischen Anwaltskammer Gray’s Inn. Ihre Ernennung zur Richterin erfolgte 2004. Vier Jahre später wurde sie Kronanwältin des Queen’s Counsel. Sie praktizierte am 1GC Family Law in London und spezialisierte sich auf Familienrecht und Menschenrechte.
Russell wurde am 13. Januar 2014 zur Richterin am High Court of Justice ernannt und der Abteilung für Familienangelegenheiten zugeordnet.